# الطوب (دير الزور)
الطوب قرية سورية تتبع ناحية موحسن في منطقة مركز دير الزور في محافظة دير الزور. بلغ عدد سكانها 3549 نسمة في عام 2004 حسب إحصاء المكتب المركزي للإحصاء.